# KF Kosova Vushtrri
KF Kosova Vushtrri este un club de fotbal din Kosovo.